# ادیلسون باهیا
ادیلسون باهیا (انگلیسی: Adilson Bahia؛ زادهٔ ۲۷ سپتامبر ۱۹۹۲) بازیکن فوتبال اهل برزیل است.